# Буриани, Рубен
Рубен Буриани (род. 16 марта 1955 года в Портомаджоре) — итальянский футболист, полузащитник. Прежде всего известен по выступлениям за «Милан», чемпион Италии, игрок национальной сборной Италии.

## Клубная карьера
Буриани является воспитанником футбольных клубов «Портуэнзе» и СПАЛ. СПАЛ стал первым клубом в профессиональной футбольной карьере игрока, в 1973 году он был заявлен за основную команду этого клуба, впрочем, ни разу на поле в официальных матчах не выходил. В течение 1974—1977 годов он защищал цвета клуба «Монца».
Своей игрой за последнюю команду привлёк внимание представителей тренерского штаба клуба «Милан», в состав которого присоединился в 1977 году. Отыграл за «россонери» следующие пять сезонов своей игровой карьеры. Большую часть времени, проведённого в составе «Милана», был основным игроком команды. За это время завоевал титул чемпиона Италии в сезоне 1978/79.
Впоследствии с 1982 по 1986 год играл в составе «Чезены», «Ромы» и «Наполи». Завершил профессиональную игровую карьеру в СПАЛе, в котором в своё время начинал футбольную карьеру. Он вернулся в команду в 1986 году, защищал её цвета до прекращения выступлений на профессиональном уровне в 1988 году.

## Выступления за сборную
В 1980 году Буриани дебютировал в официальных матчах в составе национальной сборной Италии. За время карьеры в национальной команде, которая длилась всего один год, провёл в форме Италии лишь два матча: товарищеские игры против Румынии и Польши. В составе сборной был участником домашнего чемпионата Европы 1980 года, однако в рамках этого турнира ни разу на поле не выходил.